# بوشاروف روتشي
بوشاروف روتشي (بالروسية: Бочаров Ручей)‏ هو مقر لرئيس روسيا في الصيف. وهو يقع في منطقة تسينترالني مدينة سوتشي، روسيا.